# Mitch McConnell
Addison Mitchell "Mitch" McConnell, Jr. (født 20. februar 1942 i Sheffield, Alabama) er en amerikansk republikansk senator, der repræsenterer delstaten Kentucky. McConnell er uddannet jurist ved University of Louisville College of Arts and Sciences og University of Kentucky. Han var fra januar 2015 til januar 2021 leder af det republikanske flertal i Senatet, såkaldt Flertalsleder.
Han blev i 1984 valgt til Senatet og er siden blevet genvalgt i i 1990, 1996, 2002 og 2008. McConnell, der anses som en principfast konservativ, har været leder af republikanernes gruppe i Senatet siden 3. januar 2007 og har siden da været "Minority Leader" i Senatet. Efter Midtvejsvalget i USA 2014 overtog republikanerne flertallet i Senatet og McConnell overtog den 3. januar 2015 posten som "Majority Leader" i Senatet. Da republikanerne mistede flertallet i januar 2021 overgik han til posten som Mindretalsleder.